# Lega dipartimentale di Cajamarca
La lega dipartimentale di Cajamarca è una delle 25 leghe dipartimentali della Copa Perú, che costituiscono la quinta divisione del campionato peruviano di calcio. È organizzata dalla FPF, la federazione calcistica peruviana.

## Storia
La Lega Departamentale di Cajamarca è stata fondata il 25 settembre 1978.

## Albo d'oro
| Anno | Campione                            | Città          |
| ---- | ----------------------------------- | -------------- |
| 1966 | Dep. Municipal                      | Jaén           |
| 1967 | Dep. Bracamoros                     | Jaén           |
| 1968 | Dep. Normal                         | Cajamarca      |
| 1969 | Asociación Bancarios                | Jaén           |
| 1970 | Dep. Renovación                     | Cutervo        |
| 1971 | Univ. Técnica de Cajamarca (U.T.C.) | Cajamarca      |
| 1972 | Univ. Técnica de Cajamarca (U.T.C.) | Cajamarca      |
| 1973 | Univ. Técnica de Cajamarca (U.T.C.) | Cajamarca      |
| 1974 | Univ. Técnica de Cajamarca (U.T.C.) | Cajamarca      |
| 1975 | Univ. Técnica de Cajamarca (U.T.C.) | Cajamarca      |
| 1976 | Dep. Agronomía                      | Cajamarca      |
| 1977 | Univ. Técnica de Cajamarca (U.T.C.) | Cajamarca      |
| 1978 | Univ. Técnica de Cajamarca (U.T.C.) | Cajamarca      |
| 1979 | Univ. Técnica de Cajamarca (U.T.C.) | Cajamarca      |
| 1980 | Univ. Técnica de Cajamarca (U.T.C.) | Cajamarca      |
| 1981 | Dep. Agronomía                      | Cajamarca      |
| 1982 | AD Agropecuaria (A.D.A.)            | Jaén           |
| 1983 | Defensor Baños del Inca             | Baños del Inca |
| 1984 | AD Agropecuaria (A.D.A.)            | Jaén           |
| 1985 | Estudiantes Casanovistas            | Cutervo        |
| 1986 | AD Agropecuaria (A.D.A.)            | Jaén           |
| 1987 | AD Agropecuaria (A.D.A.)            | Jaén           |
| 1988 | Comerciantes Scorpion (*)           | Cajamarca      |
| 1989 | Cultural Volante                    | Bambamarca     |
| 1990 | AD Agropecuaria (A.D.A.)            | Jaén           |
| 1991 | Comerciantes Scorpion (*)           | Cajamarca      |
| 1992 | Dep. Bellavista                     | Bellavista     |
| 1993 | Comerciantes Scorpion (*)           | Cajamarca      |
| 1994 | AD Agropecuaria (A.D.A.)            | Jaén           |

| Anno | Campione                            | Città       |
| ---- | ----------------------------------- | ----------- |
| 1995 | Univ. Técnica de Cajamarca (U.T.C.) | Cajamarca   |
| 1996 | Univ. Técnica de Cajamarca (U.T.C.) | Cajamarca   |
| 1997 | Univ. Técnica de Cajamarca (U.T.C.) | Cajamarca   |
| 1998 | Univ. Técnica de Cajamarca (U.T.C.) | Cajamarca   |
| 1999 | Comerciantes Scorpion (*)           | Cajamarca   |
| 2000 | Lira Jesuense                       | Jesús       |
| 2001 | Univ. Técnica de Cajamarca (U.T.C.) | Cajamarca   |
| 2002 | Univ. Técnica de Cajamarca (U.T.C.) | Cajamarca   |
| 2003 | Univ. Técnica de Cajamarca (U.T.C.) | Cajamarca   |
| 2004 | Sporting Caxamarca                  | Cajamarca   |
| 2005 | Sporting Caxamarca                  | Cajamarca   |
| 2006 | AD Agropecuaria (A.D.A.)            | Jaén        |
| 2007 | Dep. Municipal                      | San Ignacio |
| 2008 | Comerciantes Unidos                 | Cutervo     |
| 2009 | Descendencia Michiquillay           | La Encañada |
| 2010 | Comerciantes Unidos                 | Cutervo     |
| 2011 | Univ. Técnica de Cajamarca (U.T.C.) | Cajamarca   |
| 2012 | Alianza Cutervo                     | Cutervo     |
| 2013 | Santa Ana                           | Cajabamba   |
| 2014 | Dep. Bellavista                     | Bellavista  |
| 2015 | Dep. Hualgayóc                      | Hualgayoc   |
| 2016 | Dep. Hualgayóc                      | Hualgayoc   |
| 2017 | Real Jorge Leiva                    | Cajamarca   |
| 2018 | Dep. Las Palmas                     | Chota       |
| 2019 | Dep. Las Palmas                     | Chota       |
| 2022 | Cultural Volante                    | Bambamarca  |
| 2023 | AD Agropecuaria (A.D.A.)            | Jaén        |
| 2024 |                                     |             |

- Comerciantes Scorpion cambia de nombre a Sporting Caxamarca

### Titoli per club
| Squadre                                 | Titoli |
| --------------------------------------- | ------ |
| Univ. Técnica de Cajamarca (U.T.C.)     | 17     |
| AD Agropecuaria (A.D.A.)                | 8      |
| Sporting Caxamarca (*)                  | 6      |
| Dep. Agronomía                          | 2      |
| Comerciantes Unidos (Cutervo)           | 2      |
| Cultural Volante (Bambamarca)           | 2      |
| Dep. Bellavista                         | 2      |
| Dep. Hualgayóc                          | 2      |
| Dep. Las Palmas (Chota)                 | 2      |
| Dep. Municipal (Jaén)                   | 1      |
| Dep. Bracamoros (Jaén)                  | 1      |
| Dep. Normal                             | 1      |
| Asociación Bancarios (Jaén)             | 1      |
| Dep. Renovación (Cutervo)               | 1      |
| Defensor Baños del Inca                 | 1      |
| Estudiantes Casanovistas (Cutervo)      | 1      |
| Lira Jesuense                           | 1      |
| Dep. Municipal (San Ignacio)            | 1      |
| Descendencia Michiquillay (La Encañada) | 1      |
| Alianza Cutervo                         | 1      |
| Santa Ana (Cajabamba)                   | 1      |
| Real Jorge Leiva                        | 1      |